# Steven Caldwell
Steven Caldwell (Stirling, 12 settembre 1980) è un ex calciatore scozzese, di ruolo difensore.

## Biografia
Anche suo fratello Gary era un calciatore.

## Palmarès

### Club

#### Competizioni nazionali
- Football League Championship: 2

Sunderland: 2004-2005, 2006-2007